# 逗子三兄弟
逗子三兄弟（ずしさんきょうだい）は、日本の男性ヴォーカルグループ。神奈川県逗子市出身の実の3人兄弟により結成。所属レーベルは2010年から2013年までフォーライフミュージックエンタテイメント、2014年より徳間ジャパンに移籍。2017年に自らのレーベル・Think Local Act Globally Recordsを発足。所属事務所はavex management。

## メンバー
- 長男・優己（ゆうき、1980年3月7日（45歳） - ）
愛称は「ゆ様」「ゆう兄」。既婚・一児の父。
嫌いな食べ物は納豆、ブロッコリー。強面にもかかわらずワサビが苦手である。
また手作り料理が苦手であり、母・妻以外の手作りは口にしないとラジオ番組等でも公言している。

- 次男・大雅（たいが、1984年7月26日（40歳） - ）※リーダー
愛称は「タイガマン」。未婚。
嫌いな食べ物はグリンピース。メンバーの中で一番食にうるさい。

- 三男・翔馬（しょうま、1987年3月14日（38歳） - ）
愛称は「しょまきち」。未婚。
嫌いな食べ物は椎茸。和菓子が好物であり特にアンコは「土に塗っても食える」と公言するのほどアンコ好きである。

　3人共血液型はA型。苗字はグループとしては公開していないが、翔馬はソロ活動の際に「平井翔馬」名義を用いている。

## 来歴
- 次男・大雅の呼びかけで『逗子3兄弟』結成。

- 2009年7月22日
ミニアルバム『逗子3兄弟』でVillage againよりインディーズデビュー。

- 2010年7月21日
フォーライフミュージックエンタテイメントよりシングル『サマーウルフ』でメジャーデビュー。
レコチョクのデイリーランキングで初登場5位、ウイークリーランキングで9位を獲得。
メジャーデビューを機に『逗子三兄弟』へと改名。

- 2010年10月5日
FMヨコハマにてレギュラー番組『YOKOHAMA RADIO APARTMENT 逗子三兄弟の「兄弟ケンカ」』放送開始。番組開始当初はリスナーからのメールが数枚程度だったものの、番組最終回時にはおよそ“タウンページ1冊分”程のメールが届くような人気番組であった。

- 2011年1月10日
逗子市の成人式に招待、新成人を前にライプパフォーマンス披露。

- 2011年1月12日
ミニアルバム『Z3 DRIVE MUSIC』をリリース。小森純の結婚のきっかけとなった[2]「純白の花嫁」、初のデュエット曲「LOVE FOR YOU… with 中村舞子」などが話題となる。

- 2011年5月11日
地元逗子市において、一日警察署長に就任。

- 2012年1月4日
『マイベイビー ～好きになればなるほど～』を配信リリース（レコチョクウィークリーランキング5位）。この作品よりセルフプロデュースをスタートさせた。

- 2012年1月9日
前年に引き続き、逗子市より成人式に招待、新成人を前にライプパフォーマンス披露。

- 2012年4月4日
FMヨコハマにて、レギュラー番組『真夜中の兄弟ケンカ～リターンズ～』放送開始。
(番組終了後もFC会員コンテンツ内にて『兄弟ケンカ～エボリューション～』を放送→現在は『実家でトーク』にタイトルチェンジ)

- 2012年4月18日
『リトルムービー ～淡い恋の物語～』を配信リリース。

- 2012年4月30日
自身がオーガナイズを行うイベント“全世代対応型イベント”『ORENCH』をスタートさせる。

- 2012年6月27日
1stフルアルバム『逗子三兄弟』をリリース。

- 2012年8月19日
自身がオーガナイズを行うイベント『ORENCH vol.2』を開催。

- 2012年11月14日
『愛言葉』を配信リリース（東京ブライダルフェスタ2012イメージソングに起用）。

- 2012年12月2日
自身がオーガナイズを行うイベント『ORENCH ～冬なのにサマーパーティ!?～』を開催（ソールドアウト）。

- 2013年1月14日
三年連続で逗子市より成人式に招待、新成人を前にライプパフォーマンス披露。

- 2013年4月21日
自身がオーガナイズを行うイベント『ORENCH ～遅咲きの桜満開!!!～』を開催（ソールドアウト）。

- 2013年7月3日
2ndミニアルバム『Beach Boys』をリリース。

- 2013年9月1日
渋谷WWWにて、自身初となるワンマンライブ『逗子三兄弟 初ワンマン～We are Beach Boys!!!～』を開催。チケットは発売開始よりわずか7分でソールドアウトとなった。

- 2013年9月2日
ワンマンライブ翌日となるこの日『Refresh!』を配信限定リリース。

- 2013年12月23日
自身がオーガナイズを行うイベント『ORENCH ～家族みんなでイブイブクリパッ!?～』を開催（ソールドアウト）。

- 2014年3月12日
次男・大雅の幼馴染である今井洋介の全面サポート・プロデュースを行なったシングル『もう一度、手をつなごう』をリリース。

- 2014年4月14日
自身がオーガナイズを行うイベント『ORENCH ～キミの笑顔が引越祝!!!～』を開催。本公演よりORENCHの会場を代官山UNITへ移す。

- 2014年7月23日
徳間ジャパン移籍第1弾アルバム『Stay with 海』をリリース。

- 2014年8月31日
自身がオーガナイズを行うイベント『ORENCH ～夏の終わりはステイウィズゥミー!!!～』を開催。

- 2014年10月
自身初となるレコ発ライブハウス・ツアーを開催（名古屋・大阪・岡山・福岡・新潟）

- 2015年2月15日
ツアーファイナル・ワンマン『東京“ホール”ドオンユー』を初となるホール会場にて開催。（東京よみうりホール）

- 2015年5月
リリース直前ワンマンツアーを開催（静岡・香川・広島・和歌山・鹿児島・仙台）

- 2015年6月17日
自身3枚目となるフルアルバム『湘南ブロードウェイ』をリリース。

- 2015年8月11日
自身がオーガナイズを行うイベント『ORENCH -SPECIAL!!!-』を地元・湘南海の家EDENにて開催（ソールドアウト）。

- 2015年9月
ワンマンツアー『三匹の子ブタ～紅白への冒険ツアー～』を開催（岡山・福岡・鹿児島・名古屋・新潟・大阪）

- 2015年11月28日
逗子三兄弟 デビュー5周年＆ツアーファイナルワンマン『三匹の子ブタ ～伝説はここから始まった～』を開催。（東京キネマ倶楽部）

- 2015年12月2日
『サンタクロースの正体は...』を配信リリース。

- 2016年5月8日
逗子三兄弟＆T.O.M 母の日アコースティックワンマンライブ（ソールドアウト）
“愛を込めて日頃の感謝を母へ”をコンセプトに開催。（Blues Alley Japan）

- 2016年7月27日
『JOYFUL DRIVE』を配信リリース。

- 2016年7月30日
TOKAI SUMMIT FINAL -10th Anniversary- へ出演。

- 2016年8月7日
逗子三兄弟＆渡邊ヒロアキ　真夏の船上にてクルージング2マンライブを開催。（ソールドアウト）

- 2016年8月15日
逗子三兄弟サンセットライブin surfers ZUSHI（ソールドアウト）
“Welcome to 湘南”をコンセプトに初となる地元・逗子でのワンマンライブを開催。（surfers ZUSHI）

- 2016年8月16日
『ノスタルジア』を配信リリース。

- 2016年11月19日
佐々木晃太監督によるドキュメンタリー映画『湘南の三兄弟』が公開。（イオンシネマ茅ヶ崎シネマ1）

- 2016年11月19日
映画「湘南の三兄弟」主題歌『This is my life』を配信リリース。

- 2016年12月29日
逗子三兄弟×FM-YOKOHAMA“SHONAN by the sea”presents『BEACH SIDE ACOUSTIC LIVE ＆ RADIO 2016』開催。
“ローカル”をコンセプトにした本年活動の締めくくりとして地元でのワンマンライブを開催（材木座テラス）

- 2017年2月5日
『兄弟喧嘩』を配信リリース。

- 2017年2月
ワンマンツアー『ROAD TO 紅白 2017』を開催（鹿児島・仙台・岡山・石川・名古屋・大阪・愛媛・福岡）

- 2017年4月2日
ツアーファイナル・東京ワンマンを開催。（赤坂BLITZ）
ライブMCにて2017年夏・冬と2枚のフルアルバムリリースを発表。

- 2017年4月16日
佐々木晃太監督によるドキュメンタリー映画『湘南の三兄弟』が一日限りの復刻上映。（渋谷UPLINK）

- 2017年7月
「Smart Beach Project」の2017年FM-YOKOHAMA公式サポーターに就任。

- 2017年7月17日
AsiaProgress 2017へ出演。

- 2017年7月26日
通算4枚目となるフルアルバム『MINERAL』をリリース。（iTunes総合5位）
自身のレーベル「Think Local Act Globally Records」の立ち上げを発表。
（地元湘南への思いを大切に世界へ活躍の場を広げていく意思がレーベル名には込められている）

- 2017年7月27日
『MINERAL』リリースを記念しFM-YOKOHAMAにて“エフヨコワンデイ”を実施。（全番組生出演）

- 2017年8月
FM-YOKOHAMA SHONAN by the sea内コーナー「Smart Beach Project」にレギュラー出演。

- 2017年8月6日
FC“ORENCH”会員限定イベント 真夏の船上クルージングワンマンを開催。

- 2017年12月20日
通算5枚目、本年2枚目のフルアルバム『純白の花嫁』をリリース。（iTunes総合7位）
（初回限定生産盤は映画「湘南の三兄弟」のDVDがセット）

## 概要
元々、優己と大雅はバンド活動を、翔馬はそのバンドのローディーをやる傍らシンガーソングライター・作家として活動を行なっていた。バンドにてドラム担当であった大雅がバンドの活動休止の際、自身も歌で表現をしたいという気持ちからボーカルへ転身。兄弟をメンバーに誘う形でグループが結成された。
三人共に作詞作曲を行い、2012年以降の作品からはセルフプローデュースを行なっている。最近では編曲までも自らが行なう実力派の制作チームとしての評価も高い。
元々バンド育ちという事もあり、ロックやミクスチャーを基盤としたアッパーチューン、また実の兄弟である事から三声のコーラスワークにも定評がある。
アッパーチューン・バラードのどちらも得意とする“両刀使い”として、実力派と呼ばれるボーカルユニットである。また次世代湘南サウンドと称される事もある。
自身らが血の繋がった家族で結成されたユニットという事もあり、ファンの事を「音で繋がった家族」と呼び、家族を題材にした楽曲も多い。

## エピソード
- 次男・大雅の呼びかけにより結成する事となったため、グループのリーダーを務めるのは長男の優己ではなく次男の大雅である。
- ライブでのメインMCは大雅が担当し翔馬が茶化すといったスタンス。優己はほとんど喋る事はない。
- 事務所へ所属する事となった2008年、活動開始当初全くやる気のなかった優己は所属したのちもおよそ半年間、事務所へ顔を出す事がなかった。この当時の事を大雅・翔馬は「アニキをやる気にさせるのが何よりも大変だった」と語っている。
- 2009年のインディーズデビューが決まった当時、制作活動のみを行なっていた為、ライブ活動の一切を行なっておらず、ユニット名すら決めていなかった。このため周りからは「逗子の三兄弟」と呼ばれており、そのままユニット名を「逗子3兄弟」とした。現在でも「伊豆三兄弟」「豆子三兄弟」「団子三兄弟」などと間違われる事もあるが、本人たちは「名前なんて何でもいい」とユニット名に無頓着であるため、さほど気にしていない。
- ミュージックビデオに出演した小森純の結婚のきっかけとなった[2]「純白の花嫁」や、一般公募のカップル写真を用いてミュージックビデオが作られた「マイベイビー ～好きになればなるほど～」、同じく一般公募のウエディング写真を用いて作られた「愛言葉」などから“逗子三兄弟のミュージックビデオに出演すると幸せになれる”というジンクスも。その影響からか、現在も年間およそ50本以上の結婚式出演のオファーがある。出演は一切しないスタンスをとっているが、依頼のあった1組1組に祝福メッセージを送っている。(メッセージの届いたファンたちがTwitter等にて写真をたびたび掲載している)
- 逗子というよりは湘南全域をローカルとしているが、逗子市との関係も大事にしており成人式や一日警察署長など、市が行うイベントにも積極的に参加をしている。
- 彼らのミュージックビデオは「純白の花嫁」を除く、インディーズ時代の「マーメイド」からその全てが湘南エリアにて撮影されている(純白の花嫁は長野県にて撮影)。
- 父親がプロドラマーであったため、家には様々な楽器があった。ピアノに憧れを持っていた父親の影響で3人ともに3歳のころよりピアノを習っていた。
- 幼少時代の優己はかなりのスポーツマンでもあり、水泳ではジュニアオリンピック出場の経験を持つ。またトライアスロンの全国大会にて4位入賞という経歴もある。
- アコースティックセットでのライブにあたっては、優己・大雅のバンド活動時代からの地元湘南の旧友である「T.O.M(テラ・オーシャン・マウンティニア)」をバックバンドとする事がほとんどである。尚、T.O.Mは逗子三兄弟がセルフプロデュースを始めた2012年から全てのアルバムにプレイヤーとして参加している。

## 交友
- 紫舟(書家)
- KAI(THC!!/山嵐)
- CLIFF EDGE
- 中村舞子
- C&K
- ハジ→
- PENGIN
- デジカット
- Jam9
- Natural Radio Station
- N.O.B.U!!!
- RSP
- GOKIGEN SOUND
- MUNEHIRO
- LITTLE
- miyake(mihimaru GT)
- SEAMO
- HOME MADE 家族
- MAY'S
- 光邦
- 佐々木じゅんご
- 下田美咲
- 原口元気
- 今井洋介
- 松本弥生
- 武岡優斗
- ヴィンテージ武井

## ディスコグラフィー

### 配信シングル
- Love For You... with 中村舞子（逗子三兄弟 with 中村舞子名義 2010年11月17日）
- マイベイビー ～好きになればなるほど～（着うた(R)2012年1月4日、着うたフル(R)1月11日）
- リトルムービー ～淡い恋の物語～（着うた(R)2012年4月18日、着うたフル(R)4月25日）
- 愛言葉（着うた(R) 、着うたフル(R)2012年11月14日）
- Refresh!（着うた(R) 着うたフル(R)2013年9月2日）
- サンタクロースの正体は...（着うた(R) 着うたフル(R)2015年12月2日）
- JOYFUL DRIVE（着うた(R) 着うたフル(R)2016年7月27日）
- ノスタルジア（着うた(R) 着うたフル(R)2016年8月16日）
- This is my life（着うた(R) 着うたフル(R)2016年11月19日）
- 兄弟喧嘩（着うた(R) 着うたフル(R)2017年2月5日）

### 限定配布シングル
- I wish...（「今夜はステイウィズゥミー!!! ～東京“ホール”ドオンユー～」チケットセット限定 2015年2月15日）

## ミュージックビデオ
| 監督       | 曲名 |
| 佐々木晃太 | 「Shonan Broadway The Movie(開演/三匹の子ブタ/サマーウルフ・エボリューション/そうだCLUBへ行こう～サラリーマンver.～)」 「サンタクロースの正体は…」 「JOYFUL DRIVE」 「ノスタルジア」 「This is my life」 「兄弟喧嘩」 「SAIKooooh!!!」 「純愛宣言」 |
| 斉藤竜明   | 「情熱の太陽」 |
| 堂園博之   | 「マイベイビー ～好きになればなるほど～」「愛言葉」 |
| 平野康祐   | 「サマーウルフ」「純白の花嫁」(哀川翔,小森純出演)「リトルムービー ～淡い恋の物語～」(中山絵梨奈出演)「真夏のさよなら」 |
| 不明       | 「愛なんですか？情ですか？」(垣内彩未出演)「湘南ラブストーリー」「マーメイド」(瀬長奈津実,村岡沙耶香出演) |

## タイアップ
| 曲名                                           | タイアップ                                                                                    |
| ---------------------------------------------- | --------------------------------------------------------------------------------------------- |
| Sweet Summer Story                             | ビーチバレー『JBVツアー2010』テーマソング                                                     |
| 純白の花嫁                                     | CX系「志村軒」エンディングテーマ CX系「なべあちっ!」エンディングテーマ                        |
| HOMETOWN                                       | スカパー！Jリーグイメージソング                                                               |
| Stay By My Side ～with Tera Ocean Mountainer～ | NTV系「PON!」エンディングテーマ                                                               |
| 湘南ラブストーリー                             | 「ジュエリーかまた」CMソング テレビ神奈川「音楽缶」2013年7月度オープニングテーマ              |
| HERO                                           | スカパー！Jリーグイメージソング                                                               |
| 愛言葉                                         | 「ジュエリーかまた」CMソング                                                                  |
| Refresh!                                       | テレビ神奈川「しゃかりき」挿入歌                                                              |
| オレルナココロ                                 | テレビ朝日「ワールドプロレスリング」エンディングテーマ                                        |
| 友よ幸せになれ                                 | 「ジュエリーかまた」CMソング                                                                  |
| This is my life                                | 映画「湘南の三兄弟」主題歌                                                                    |
| SAIKooooh!!!                                   | BS日テレ「片岡愛之助の解明！歴史捜査官」エンディングテーマ FM YOKOHAMA「SHONAN KING」CPソング |
| 純愛宣言                                       | 「ジュエリーかまた」CMソング                                                                  |

## 主なライブ

### ワンマンライブ
- 2013年09月01日 - 逗子三兄弟 初ワンマン ～We are Beach Boys!!!～
会場：東京・渋谷WWW
- 2015年02月15日 - 『今夜はステイウィズゥミー!!! ～東京“ホール”ドオンユー～ 』(TOUR FINAL/初ホールワンマン)
会場：東京・よみうりホール
- 2015年11月28日 - 『三匹の子ブタ ～伝説はここから始まった～ 』(5th Anniversary/TOUR FINAL)
会場：東京・キネマ倶楽部
- 2016年5月08日 - 『母の日 アコースティックワンマンライブ 』
会場：東京・目黒Blues Alley Japan
- 2016年8月15日 - 『サンセットライブ in surfers ZUSHI』
会場：神奈川・surfers ZUSHI
- 2016年12月29日 - 『BEACH SIDE ACOUSTIC LIVE & RADIO 2016』
会場：神奈川・材木座テラス
- 2017年4月2日 - 『ROAD TO 紅白 2017』(TOUR FINAL)
会場：東京・赤坂BLITZ
- 2017年8月19日 - 『MINERALリリースライブ横浜編』Supported by FM YOKOHAMA
会場：神奈川・New Side Beach
- 2017年9月16日 - 『MINERALリリースライブ大阪編』Supported by FM OH!
会場：大阪・knave
- 2017年9月17日 - 『MINERALリリースライブ名古屋編』Supported by ZIP FM
会場：愛知・CLUB SARU

### 主催イベント 『ORENCH』
- 2012年04月30日 - ORENCH vol.1 presented by逗子三兄弟
会場：SHIBUYA THE GAME
w/N.O.B.U!!!/デジカット/Precious
- 2012年08月19日 - ORENCH vol.2 presented by逗子三兄弟
会場：SHIBUYA THE GAME
w/N.O.B.U!!!/Natural Radio Station /SOUTH/NEXT-STYLE
- 2012年12月02日 - ORENCH ～冬なのにサマーパーティー!?～ presented by逗子三兄弟
会場：SHIBUYA THE GAME　※ソールドアウト
w/N.O.B.U!!!/GOKIGEN SOUND/Jam9/T.O.M with YKG
- 2013年04月21日 - ORENCH ～遅咲きの桜満開!!!～ presented by逗子三兄弟
会場：SHIBUYA THE GAME　※ソールドアウト
w/N.O.B.U!!!/GOKIGEN SOUND/Jam9/RSP
- 2013年12月23日 - ORENCH ～家族みんなでイブイブクリパッ!?～ presented by逗子三兄弟
会場：SHIBUYA THE GAME　※ソールドアウト
w/N.O.B.U!!!/GOKIGEN SOUND/Jam9/中村舞子/藍(ex RSP)
- 2014年04月14日 - ORENCH ～キミの笑顔が引越祝!!!～ presented by逗子三兄弟
会場：代官山UNIT
w/SEAMO/MUNEHIRO/N.O.B.U!!!/Jam9/藍(ex RSP)/今井洋介/佐々木じゅんご（総合MC）
- 2014年08月31日 - ORENCH ～夏の終わりはステイウィズゥミー!!!～ presented by逗子三兄弟
会場：代官山UNIT
w/SEAMO/LITTLE/Jam9/藍(ex RSP)/miyake(mihimaru GT)/佐々木じゅんご（総合MC）
- 2015年08月11日 - ORENCH ～SPECIAL!!!～ presented by逗子三兄弟
会場：湘南・海の家EDEN　※ソールドアウト
w/MAY'S/Jam9/藍(ex RSP)/ヴィンテージ武井（総合MC）

### ツアー

#### インストアツアー（2013年）
- 2013年07月05日-08月17日（11公演）
ミニアルバム「Beach Boys」発売記念インストアイベントツアー
- 2013年09月15日-11月16日（ 6公演）
ありがとうを忘れなインストアツアー～ごめんねとありがとうを言える大人になります～

#### 『今夜はステイウィズゥミー!!!』ツアー（2014年）
- 2014年10月13日 - ～でら名古屋編～
会場：名古屋 club OZON
w/SEAMO/MAY'S/Jam9
- 2014年10月25日 - ～ホンマ大阪編～
会場：大阪 FANJ twice
w/SEAMO/MAY'S/藍(ex RSP)
- 2014年11月14日 - ～ぼっけぇ岡山編～
会場：岡山 CRAZYMAMA 2nd Room
w/ONE☆DRAFT/藍(ex RSP)/HIPPY
- 2014年11月15日 - ～ちかっぱ福岡編～
会場：福岡 ROOMS
w/ONE☆DRAFT/N.O.B.U!!!/Natural Radio Station
- 2014年12月04日 - ～来なせ新潟編～
会場：新潟 SHOW CASE
w/CLIFF EDGE/ブレエメン/デジカット

#### 『～オレ達マジで紅白出たいからそのためにもっとたくさんのみんなと音で繋がる家族になりたい！ って事でまずはまだ行った事ない街のまだ見ぬ家族に新曲持って会いに行く！キミの家族にオレ達を紹介してくれよ！ワンマンツアー～』（2015年）
- 2015年5月2日
会場：浜松FORCE
- 2015年5月4日
会場：高松DIME
- 2015年5月5日
会場：広島 CAVE-BE
- 2015年5月9日
会場：和歌山 CLUB GATE
- 2015年5月16日
会場：鹿児島 SRHALL
- 2015年5月23日
会場：仙台 LIVE HOUSE enn 2nd

#### 逗子三兄弟 ONEMAN LIVE TOUR『湘南ブロードウェイ ～三匹の子ブタ 紅白への冒険ツアー～』（2015年）
- 2015年9月21日
会場：岡山 CRAZYMAMA 2nd Room
- 2015年10月12日
会場：福岡 DRUM SON
- 2015年10月17日　※追加公演
会場：鹿児島 SR HALL
- 2015年10月18日
会場：愛知 名古屋RADHALL
- 2015年10月31日
会場：新潟 SHOW CASE
- 2015年11月7日
会場：大阪 Pangea

#### 逗子三兄弟 ONEMAN LIVE TOUR ～ROAD TO 紅白 2017～（2017年）
- 2017年2月5日
会場：鹿児島 CAPARVO HALL
- 2017年2月11日
会場：宮城 仙台 LIVE HOUSE enn 2nd
- 2017年2月18日
会場：岡山 CRAZY MAMA KINGDOM
- 2017年3月12日
会場：石川 金沢Million City
- 2017年3月19日
会場：愛知 名古屋RADHALL
- 2017年3月20日
会場：大阪 Music Club JANUS
- 2017年3月25日
会場：愛媛 松山W Studio RED
- 2017年3月26日
会場：福岡 DRUM LOGOS
- 2017年4月2日 (TOUR FINAL)
会場：東京 赤坂BLITZ